# Joaquín Almunia
Joaquín Almunia Amann (spanskt uttal: [xo.aˈkĩn alˈmu.nja]), född 17 juni 1948 i Bilbao i Spanien, är en spansk socialdemokratisk politiker och en tidigare kommissionär i Europeiska kommissionen. Under hans ämbetstid i de två Barrosokommissionerna ansvarade han för ekonomiska och monetära frågor (2004–2009) och konkurrensfrågor (2009–2014). Under den andra mandatperioden var han också vice ordförande.
Almunia var chefsekonom på fackförbundet Unión General de Trabajadores (1976–1979) och ledamot i Cortes Generales (parlamentet) för Spanska socialistiska arbetarpartiet (1979–2004). Han var arbetsmarknad- och socialförsäkringsminister 1982–1986 och civilminister 1986–1991 under premiärminister Felipe González. Han efterträdde González som generalsekreterare för socialistpartiet 1997 och var PSOE:s premiärministerkandidat i valet 2000. Efter det dåliga valresultatet avgick han som generalsekreterare och efterträddes av José Luis Rodríguez Zapatero.
Almunia ingick i Prodi-kommissionen med ansvar för ekonomiska och monetära frågor från 26 april 2004 sedan företrädaren Pedro Solbes utnämnts till spansk finansminister. Almunia behöll sin portfölj också sedan kommissionen Barroso I tillträtt i november samma år. I den andra Barrosokommissionen var han vice ordförande med ansvar för konkurrensfrågor.